# Gulbröstad dvärgrall
Gulbröstad dvärgrall (Laterallus flaviventer) är en fågel i familjen rallar inom ordningen tran- och rallfåglar.

## Utseende
Gulbröstad dvärgrall är en mycket liten rall med karakteristisk dräkt: svartaktigt på hjässa och i ett ögonbrynsstreck, gulbrunt bröst och kraftigt tvärbandade flanker. Den flyger upp svagt när den skräms upp, med de gula benen dinglande.

## Utbredning och systematik
Gulbröstad dvärgrall har en mycket vid men spridd utbredning i Central- och Sydamerika, inklusive Västindien. Den delas in i fem underarter med följande utbredning:
- gossii – förekommer på Kuba och Jamaica
- hendersoni – förekommer på Hispaniola och Puerto Rico
- woodi – förekommer i södra Mexiko och nordvästra Costa Rica
- flaviventer – förekommer i Panama, Guyana, östra Brasilien, Paraguay och norra Argentina
- bangsi – förekommer i den tropiska delen av norra Colombia

### Släktestillhörighet
Gulbröstad dvärgrall placerades tidigare i släktet Porzana (med det svenska namnet gulbröstad sumphöna), men DNA-studier visar att den är avlägset släkt och är närbesläktad med dvärgrallarna i Laterallus.

## Levnadssätt
Gulbröstad dvärgrall håller till i sötvattensvåtmarker och dammar i tropiska låglänta områden. Den verkar föredra områden med näckrosor och andra flytande växtlighet där den ibland kan ses promenera ut i det öppna.

## Status och hot
Även om världspopulationen uppskattas till under 50 .000 individer är utbredningsområdet stort och den tros öka i antal. Utifrån dessa kriterier kategoriserar IUCN arten som livskraftig (LC).